# منی
منی یا گُشناب یک مایع بدن است که شامل اسپرماتوزون می‌باشد. اسپرماتوزون‌ها توسط غدد جنسی مرد و دیگر اندام‌های جنسی در حیوانات نر یا نرماده ترشح می‌شوند و می‌توانند تخمک ماده را بارور کنند. در پستانداران جفت‌دار، منی همچنین حاوی ترشحات از غدد جانبی نری است و از طریق مجرای ادرار در طول انزال از آلت تناسلی خارج می‌شود. در انسان‌ها، مایع منی شامل چندین عنصر به جز اسپرماتوزون‌ها است: آنزیم‌های پروتئولیتیک و سایر آنزیم‌ها و همچنین فروکتوز از جمله اجزای مایع منی هستند که به بقای اسپرماتوزون‌ها کمک می‌کنند و محیطی را فراهم می‌کنند که در آن قادر به حرکت یا «شنای» اسپرماتوزون‌ها هستند. این مایع به گونه‌ای سازگار شده است که به عمق واژن تخلیه شود، بنابراین اسپرماتوزون‌ها می‌توانند به درون رحم رفته و با یک تخمک ترکیب شده و زیگوت را شکل دهند.

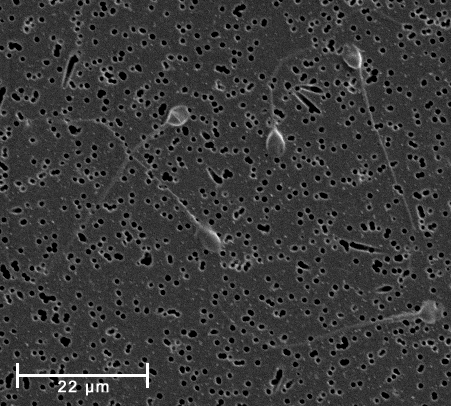
اسپرماتوزون، در انسان، جزء اصلی در مایع منی طبیعی و عامل لقاح تخمک‌های زن است.

این ترشحات دربردارندهٔ پروتئازها، آنزیم‌ها و مواد قندی مانند فروکتوز، پروتئین‌ها اند که برای تغذیه و ادامهٔ حیات سلول‌های اسپرم مورد نیازند. همچنین این مواد محیطی را برای سلول‌های اسپرم فراهم می‌کنند که آن‌ها بتوانند درون آن جابه‌جا شوند یا در دیگر سخن شنا کنند. بوی خاصی که از آب منی متصاعد می‌شود، به‌سبب همین ترکیبات است. به‌سبب فروکتوز موجود در آن، این ترکیب شیرین‌مزه است و بویی شبیه به کلر دارد.
یکی از جاهایی که منی در آن ساخته می‌شود، غدهٔ وزیکولی است. این غده در لگن خاصره قرار دارد. تولید اسپرماتوزوم (منی) توقفی ندارد. ولی در عضو کوچک بالای هر بیضه و مجاری اسپرم (اپیدیدیم) جمع می‌شود و ممکن است تا ماه‌ها همان‌جا بماند بدون آنکه قدرت باروری خود را کاملاً از دست بدهد و تنها با انجام سکس، خودارضایی یا گسیل شبانه (در خواب) به بیرون از بدن ریخته می‌شوند. فرایند جنسی که به بیرون ریخته شدن منی از بدن منتهی می‌شود برون‌ریزش گویند و منی در این فرایند با سرعت ۴۵ کیلومتر بر ساعت از بدن مرد بیرون ریخته می‌شود.
منی سالم دارای حداقل ۲۰ میلیون اسپرم در هر میلی‌لیتر از مایع منی و طبق جدیدترین استاندار سازمان بهداشت جهانی ۱۵ میلیون اسپرم در هر میلی‌لیتر از مایع منی می‌باشد. مایع منی در کنار اسپرم، دارای آب، قندهای ساده، مواد قلیایی (برای محافظت در مقابل محیط اسیدی میزراه مرد و محیط اسیدی واژن زن است.) همچنین در مایع منی موادی به نام پروستاگلندین‌ها هستند که سبب انقباض رحم ولوله‌های تخمدانی می‌شوند؛ گذشته از این، موادی از قبیل ویتامین C، روی، کلسترول و پروتئین‌های آزاد نیز در مایع منی وجود دارند.

## کاراندام‌شناسی

### لقاح درونی و بیرونی

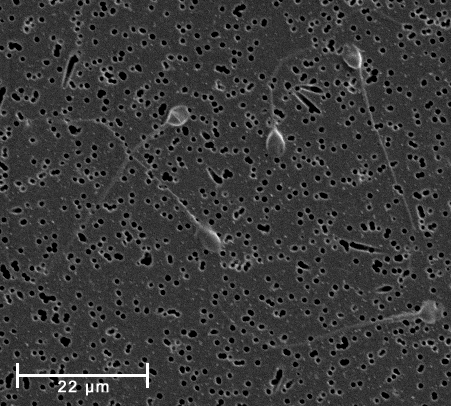
اسپرماتوزون اصلی‌ترین ترکیب موجود در منی یک نر سالم که عامل باروری تخمک ماده است.

بسته به گونهٔ زیستی سلول جنسی مردانه (اسپرم) فرایند لقاح با تخمک را به‌صورتی درونی یا بیرونی برقرار می‌کند. در لقاح بیرونی، سلول مردانه به‌صورت مستقیم و در بیرون اندام‌های جنسی زنانه با تخمک رابطه برقرار می‌کند. برای نمونه ماهی ماده تخمک‌های خود را در محیط آبی خود می‌ریزد و در همان محیط میان تخمک و سلول‌های مردانهٔ ماهی نر، لقاح صورت می‌گیرد.
در لقاح درونی، این فرایند درون اندام‌های جنسی زنانه و پس از آمیزش جنسی روی می‌دهد. در جانوران کم‌مهره مانند دوزیستان، خزندگان، پرندگان و تک‌سوراخیان پستاندار، آمیزش جنسی به نتیجه نمی‌رسد مگر آنکه روزنهٔ بدن (به انگلیسی: Cloaca) جنس نر و ماده با هم ارتباط فیزیکی پیدا کند (این همان روزنهٔ خروج ادرار و مدفوع است). در کیسه‌داران و جفت‌داران آمیزش جنسی از راه مهبل روی می‌دهد.

### مواد سازندهٔ منی انسان
در طول فرایند انزال، سلول‌های جنسی مردانه از مجراهای انزال می‌گذرند و با مایع‌های ترشح‌شده از غدهٔ وزیکولی، پروستات و غده‌های بولبورترال (به انگلیسی: bulbourethral glands) مخلوط می‌شود تا مایع منی را بسازد. مادهٔ ترشح شده از غدهٔ وزیکولی زردرنگ و سرشار از فروکتوز و چند مادهٔ دیگر است و روی‌هم ۷۰٪ از منی انسان را تشکیل می‌دهد. مایع دفع‌شده از پروستات که تأثیر گرفته از دی‌هیدروتستوسترون است، مایعی است سفیدرنگ (گاهی شفاف)، رقیق و دربردارندهٔ پروتئاز، اسید سیتریک، اسید فسفاتاز و چربی‌ها است. مادهٔ ترشح‌شده از غده‌های بولبورترال، مایعی شفاف است که باعث روان‌تر شدن میزراه می‌شود.
پلاسمای منی در انسان از بازهٔ گسترده‌ای از ترکیب‌های آلی و معدنی ساخته شده‌است.
پلاسمای منی مواد غذایی و همچنین فضای حفاظتی مورد نیاز برای اسپرم را فراهم می‌کند تا در سفرش در مجراهای جنسی زنانه آسیب نبیند. محیط مهبل در شرایط معمولی به‌شدت اسیدی (اسید لاکتیک)، با لزجت و پر از سلول‌های ایمنی است برای همین این محیط برای سلول‌های اسپرم بسیار خشن و نامناسب است. ترکیبات به‌کاررفته در پلاسمای منی کمک می‌کند تا این میزان خشونت محیط در برابر اسپرم جبران شود. آمین‌های پایه مانند پوترسین، اسپرمین، اسپرمیدین و کاداورین دلیل بو و مزهٔ ویژهٔ منی‌اند. این پایه‌های آلکالینی با محیط خشن مجراهای جنسی زنانه در اندرکنش قرار می‌گیرد و از DNA درون اسپرم حفاظت می‌کنند.
عضوهای همکار در ساخت منی عبارتند از:
| غده               | تقریب به درصد | توضیح | |
| بیضه              | ۲–۵٪          | تقریباً میان ۲۰۰ تا ۵۰۰ میلیون اسپرمی که در بیضه تولید می‌شود در هر انزال به بیرون ریخته می‌شود. اگر مردی لوله‌های اسپرم بر خود را بسته باشد (وازکتومی)، اسپرمی در مایع منی او یافت نمی‌شود. | |
| غده وزیکولی       | ۶۵–۷۵٪        | اسیدهای آمینه، سیترات، آنزیم‌ها، گروه فلاوین، فروکتوز (۲ تا ۵ میلی‌گرم در هر میلی‌لیتر از منی، منبع اصلی انرژی سلول‌های اسپرم که کاملاً بر پایهٔ قندها است)، فسفریلکولین، پروستاگلاندین، پروتئین و ویتامین ث | |
| پروستات           | ۲۵–۳۰٪        | اسید فسفاتاز، سیتریک اسید، فیبرینولیزین، آنتی‌ژن ویژهٔ پروستات، پروتئازها، روی (در مردان سالم، به اندازهٔ ۱۳۵±۴۰ میکروگرم در هر میلی‌لیتر از منی، روی پیدا می‌شود. روی به پایدار شدن DNA- دربردارندهٔ کروماتین در سلول اسپرم، کمک می‌کند. کمبود روی باعث آسیب‌پذیر شدن اسپرم می‌شود و در نتیجه احتمال باروری پایین می‌آید؛ همچنین کمبود روی بر اسپرماتوژنز تأثیر منفی می‌گذارد) | |
| غده‌های بولبورترال | زیر ۱٪        | گالاکتوز، مخاط (با ایجاد فضایی با لزجت کمتر، کمک می‌کند تا جابجایی اسپرم در مهبل و دهانهٔ رحم آسان‌تر شود و اسپرم‌ها بتوانند درون منی شنا کنند و از آن به بیرون نروند. علت ژله مانند بودن منی و چسبندگی آن نیز همین است)، سیالیک اسید و مذی | گالاکتوز، مخاط (با ایجاد فضایی با لزجت کمتر، کمک می‌کند تا جابجایی اسپرم در مهبل و دهانهٔ رحم آسان‌تر شود و اسپرم‌ها بتوانند درون منی شنا کنند و از آن به بیرون نروند. علت ژله مانند بودن منی و چسبندگی آن نیز همین است)، سیالیک اسید و مذی |

در سال ۲۰۰۵ بررسی‌ها نشان داد که میانگین مواد تشکیل‌دهندهٔ فیزیکی و شیمیایی مایع منی انسان به شرح زیر است:
| ماده                  | در هر ۱۰۰ میلی‌لیتر | در حجم متوسط (3.4 میلی لیتر) |
| --------------------- | ------------------ | ---------------------------- |
| کلسیم (میلی‌گرم)       | ۲۷٫۶               | ۰٫۹۳۸                        |
| کلرید (میلی‌گرم)       | ۱۴۲                | ۴٫۸۳                         |
| سیترات (میلی‌گرم)      | ۵۲۸                | ۱۸٫۰                         |
| فروکتوز (میلی‌گرم)     | ۲۷۲                | ۹٫۲۵                         |
| گلوکز (میلی‌گرم)       | ۱۰۲                | ۳٫۴۷                         |
| اسید لاکتیک (میلی‌گرم) | ۶۲                 | ۲٫۱۱                         |
| منیزیم (میلی‌گرم)      | ۱۱                 | ۰٫۳۷۴                        |
| پتاسیم (میلی‌گرم)      | ۱۰۹                | ۳٫۷۱                         |
| پروتئین (گرم)         | ۵٫۰۴               | ۰٫۱۷۱                        |
| سدیم (میلی‌گرم)        | ۳۰۰                | ۱۰٫۲                         |
| اوره (میلی‌گرم)        | ۴۵                 | ۱٫۵۳                         |
| روی (میلی‌گرم)         | ۱۶٫۵               | ۰٫۵۶۱                        |
| محلول بافر (β)        | ۲۵                 | ۲۵                           |
| اسمولاریته (اسمول)    | ۳۵۴                | ۳۵۴                          |
| پی‌اچ                  | ۷٫۷                | ۷٫۷                          |
| ویسکوزیته (پواز)      | ۳–۷                | ۳–۷                          |
| حجم (میلی لیتر)       | ۳٫۴                | ۳٫۴                          |

گزارشی از سازمان بهداشت جهانی که در سال ۱۹۹۲ منتشر شد، می‌گوید که به‌طور معمول منی در انسان حجم ۲ میلی‌لیتر و pH برابر با ۷٫۲ تا ۸ دارد. غلظت اسپرم در آن ۲۰×۱۰۶ اسپرم در هر میلی‌لیتر (گاهی بیش از این مقدار) و شمار اسپرم‌ها ۴۰×۱۰۶ اسپرم در هر انزال است (گاهی بیش از این مقدار)، همچنین تحرک ۵۰٪ یا بیشتر، با پیشروی روبه‌جلو (دسته‌های a و b)، و تحرک ۲۵٪ یا بیشتر با پیشروی سریع (دستهٔ a) در مدت ۶۰ دقیقه از انزال.

### ظاهر و ثبات منی در انسان

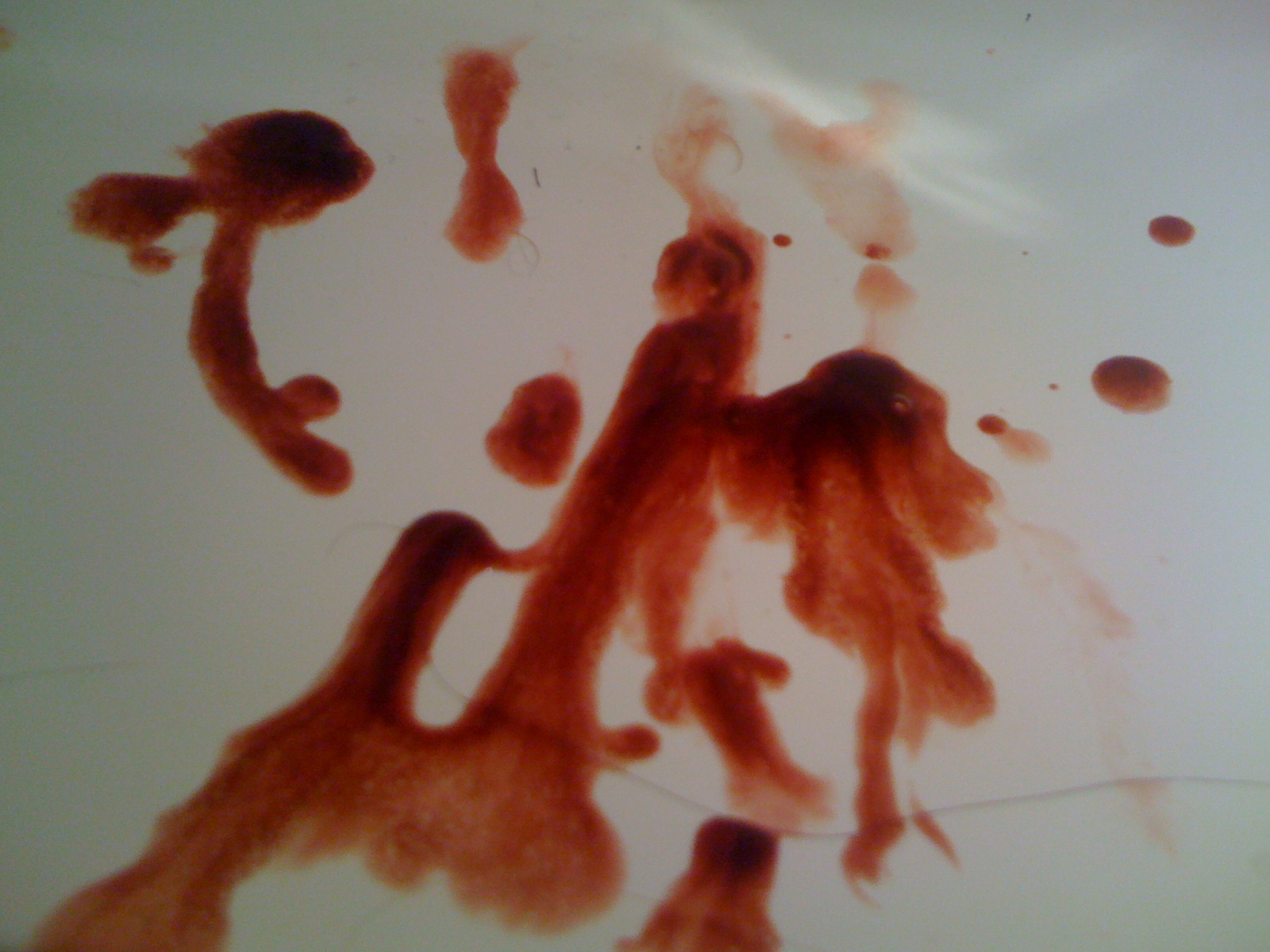
وجود خون در منی

این مایع در حالت کلی شفاف است و به رنگ‌های سفید، خاکستری و گاهی با ته‌رنگ زرد نیز دیده می‌شود. در صورتی که خون در منی باشد به رنگ صورتی یا قرمز در می‌آید به این وضعیت هماتوسپرمیا گفته می‌شود که در صورت ادامهٔ این نشانه‌ها حتماً باید به پزشک مراجعه کرد. وجود خون در منی یا هماتوسپرمیا با چشم عادی قابل درک نیست (با کمک میکروسکوپ قابل دیدن است) وجود خون در منی می‌تواند به‌دلیل التهاب، عفونت، بسته شدن یا وجود زخم در دستگاه تناسلی مرد باشد همچنین در صورت وجود مشکلی در میزراه، بیضه، اپیدیدیم یا پروستات ممکن است در منی خون دیده شود. این مشکل معمولاً با درمان‌های ساده و آنتی‌بیوتیک قابل‌حل است اما در صورت ادامه باید نمونهٔ منی، آزمایش شود و دیگر اندام‌های جنسی هم باید مورد معاینه قرار گیرند.

### کیفیت
کیفیت منی از روی توان آن در ایجاد لقاح سنجیده می‌شود؛ بنابراین این مطلب سنجشی است از توان مرد در ایجاد باروری. آنچه باعث ایجاد باروری می‌شود سلول جنسی مردانه (اسپرم) است پس سنجش کیفیت منی به‌شمار سلول‌های جنسی مردانه و کیفیت آن‌ها بستگی دارد. منی باید حجم کافی داشته باشد (۳ میلی‌لیتر). اسپرم‌های درون آن فعالیت داشته باشند (۵۰٪ فعال پس از ۲ ساعت). دارای قدرت نفوذ به درون تخمک باشد. مایع منی معمولاً در عرض ۱ ساعت به‌صورت مایع در می‌آید. pH استاندارد: بین ۷ تا ۸.
یک محقق استرالیایی در کنفرانس انجمن اروپایی تولیدمثل انسانی و جنین‌شناسی با اعلام نتایج پژوهش‌های خود گفت: در حالی که پیش از این به زوج‌ها توصیه می‌شد هر دو سه روز یک بار رابطهٔ جنسی داشته باشند ولی تحقیقات او نشان می‌دهد همبستریِ هرروزه به ارتقای سلامت اسپرم‌ها کمک می‌کند. دیوید گرینینگ به حاضران در این کنفرانس گفت او در تحقیقاتش بر ۱۱۸ مرد آزمایش انجام داده و نتیجهٔ کارش رضایت‌بخش بوده‌است. به‌گفتهٔ گرینینگ میزان آسیب‌دیدگی اسپرم در هشتاد درصد مردانی که مورد آزمایش قرار گرفتند، بعد از یک هفته انزال روزانه، ۱۲ درصد کاهش یافت. در این حال، به‌علت انزال روزانه میزان اسپرم‌های خارج شده در هر رابطه جنسی که این مردان برقرار می‌کردند از ۱۸۰ میلیون به حدود ۷۰ میلیون کاهش پیدا می‌کرد ولی به گفته آقای گرینینگ این رقم همچنان در دامنه مطلوب برای برخورداری از قدرت باروری است. به گفته گرینینگ، برقراری رابطه جنسی هر روزه به افزایش تحرک اسپرم‌ها نیز کمک می‌کند.

## خوردن منی

### اثرات فیزیولوژیک
برخی از دلایل بلعیدن منی انسان یا دیگر جانداران، می‌تواند ارضای جنسی یا اعتقاد به فواید جسمی یا روحی و روانی آن باشد. اگرچه خوردن این مایع نسبتاً بی‌خطر است اما باید از خطرات و مضرات خوردن منی نیز آگاه بود.
مایع منی بلعیده شده به همان ترتیب غذا هضم می‌شود. بااین‌حال، در شرایط بسیار نادر، برخی از افراد ممکن است متوجه شوند که به آن حساسیت دارند. این امر به عنوان حساسیت بیش ‏ازحد به پلاسمای منی انسان (HSP) نیز شناخته می‌‎شود.
عفونت‌‎های باکتریایی مانند سوزاک و کلامیدیا می‎‌توانند گلو را تحت تأثیر قرار دهند و عفونت‌‎های ویروسی مانند تب‌خال و زگیل، می‌‎توانند در اثر تماس پوستی ایجاد شوند.
تا امروز تحقیقات کمی در مورد فواید سلامتی بلع مایع منی انجام شده است و بسیاری از ادعاهای تغذیه‌ای در مورد خواص خوردن آب منی نادرست هستند. در واقع مقدار مایع منی در هر بار انزال آن‌قدر کم است که بعید به نظر می‌رسد اثرات قابل ملاحظه ‎ای در سلامتی داشته باشد.
با این‌حال یک مطالعه در سال ۲۰۰۲ ارتباط بین قرار گرفتن در معرض مایع منی و خلق‌و‌خو را نشان داد. زنانی‌که مستقیماً در معرض منی قرار داشتند، علائم افسردگی کمتری از خود نشان دادند. این در حالی بود که این مطالعه عوامل دیگری را که ممکن است در بهبود خلق ‎وخوی موثر باشند، از جمله خود فعالیت جنسی را در نظر نگرفته بود.
در موردی دیگر یک مطالعه کوچک دیگر در سال ۲۰۰۳، تماس طولانی‎ مدت با اسپرم و کاهش خطر پره اکلامپسی (افزایش فشار خون در بارداری) را مرتبط می‌‎داند. این تحقیق نیز برای تأیید به تحقیقات بیشتری نیاز دارد.

### دیدگاه‌های فرهنگی و اعتقادی
در کشور گینه نو در بسیاری از قبایل از جمله سامبیا و اتورو آیینی وجود دارد که افراد جوان‌تر قبیله (پسران) باید با ریش‌سفیدان قبیله سکس دهانی انجام داده و منی آن‌ها را ببلعند. آن‌ها معتقدند که این امر باعث کامل و بالغ شدن جوانان قبیله می‌شود و بر این باورند که اسپرم، طبیعت و وجود ریش‌سفید قبیله است؛ از این رو آن را مایعی مقدس می‌دانند.

### عمل جنسی
اعمال جنسی متعددی مرتبط با خوردن منی وجود دارد که از میان آنها می‌توان به منی‌پاشی، بوکاکی و گوکون اشاره نمود.